# ジレーネ (小惑星)
ジレーネ (1009 Sirene) は火星横断小惑星である。ハイデルベルクでドイツの天文学者カール・ラインムートが発見した。
ギリシア神話などに登場する、上半身が人間の女性で下半身が鳥の姿をした海の怪物セイレーンのドイツ語読みに因んで命名された。